# Луїз Карлос
Луїз Карлос (порт. Luíz Carlos, нар. 5 липня 1985, Ріо-де-Жанейро) — бразильський футболіст, опорний півзахисник саудівського клубу «Аль-Ахлі» (Джидда).

## Ігрова кар'єра
У професійному футболі дебютував 2009 року на батьківщині виступами за команду клубу «Іпітанга», в якій провів лише 5 матчів чемпіонату. Того ж року став гравцем португальського друголігового клубу «Фреамунде», в якому відразу став основним гравцем опорної зони півзахисту. Відіграв за клуб з Фреамунде наступні два сезони своєї ігрової кар'єри. 
2011 року уклав контракт з клубом «Пасуш ді Феррейра», у складі якого провів наступні два роки своєї кар'єри гравця.  Граючи у складі «Пасуш ді Феррейра» також здебільшого виходив на поле в основному складі команди португальської Прімейри.
2013 року перейшов до «Браги», де провів три сезони. Влітку 2016 року уклав контракт із саудівським «Аль-Ахлі» (Джидда).

## Досягнення
- Володар Кубка Португалії з футболу (1):

«Брага»: 2016
- Володар Суперкубка Саудівської Аравії (1):

«Аль-Аглі»: 2016